# NGC 421
NGC 421 est une entrée du New General Catalogue qui concerne un corps céleste inexistant ou perdu. 
Cet objet a été enregistré par l'astronome germano-britannique William Herschel le 12 septembre 1784 dans la constellation des Poissons.
NGC 421 est situé près de la galaxie NGC 420.